# 0×0メモリーズ
『0×0メモリーズ』（ゼロゼロメモリーズ）は、武内こずえによる日本の漫画作品。
「RIBONオリジナル」（集英社）2006年6月号（最終号）に発表された読みきり作品。同号の巻頭カラーを飾った。

## あらすじ
昼休みに、サッカー部員・九条学が蹴ったサッカーボールが、頭に当たってしまい、しかも、その打ち所があまりよくなかったばかりに、自分の名前すら忘れてしまった津田レイ。脳波は大丈夫だった、ということで、病院には入院せずにすんだが、何もかもわからない状態のまま高校に戻ることになった。果たして彼女の記憶は戻るのだろうか!?

## 単行本
りぼんマスコットコミックス（集英社）から同タイトルの読みきり短編集がリリースされている。他に収録された作品の中には、デビュー作の『青春うらら』や、｢りぼん｣ 本誌初掲載作の『キラキラリン!』がある。